# Lista över Jordaniens monarker
Jordaniens monark, eller idag officiellt Hashimitiska kungadömet Jordaniens kung (arabiska: ملك المملكة الأردنية الهاشمية) är statens statschef. Den nuvarande kungen är Abdullah II som besteg tronen den 7 februari 1999.
Kungens officiella titel är "med Guds hjälp, hashimitiska kungadömet Jordaniens kung" och han tilltalas som "Ers Majestät".

## Historia
Jordaniens monarki bildades 1921 då brittiska Palestinamandatet delades i två delar, varvid området öster om Jordanfloden bildade emiratet Transjordanien och Abdullah Ibn Hussein, son till den hashimitiske kungen Hussein ibn Ali i Mecka, insattes som emir. Abdullah bytte sin titel från emir till kung år 1946.
Kungen bor i Raghadan-palatset som ligger i Amman och byggdes år 1927.

## Maktbefogenheter
Kungen har breda maktbefogenheter som täcker den verkställande, lagstiftande och juridiska makten.
Enligt Jordaniens grundlag ska han bl.a.:
- fungera som Jordaniens försvarsmakts överbefälhavare
- nominera alla senatorer
- bevilja amnesti
- underteckna de order som föranstaltar avrättning

År 2022 röstade parlamentet för att utöka kungens makt vidare. Detta gäller mestadels kungens utnämningsrätt, och i framtiden kan kungen utnämna och uppsäga bl.a. högsta domstolens domare, sharia-domstolens ordförande, Jordaniens stormufti, hovminister och kungliga rådgivare.

## Succession
Enligt grundlagen ska tronföljare vara Abdullah I:s arvinge. I princip går kronan från fadern till hans äldsta son. Tronföljaren ska vara född i äktenskapet mellan två muslimer, åtminstone 18 år gammal, muslim och psykiskt frisk.
Den sittande monarken kan ju också nominera någon annan än sin äldsta son till tronföljare. År 2004 tog Abdullah II bort kronprins-titeln från sin bror och nominerade ingen annan istället. Fem år senare nominerade han sin äldsta son, Hussein, till sin tronföljare.

## Hashimitiska dynastin av Jordanien (1946–)
| Bild | Namn        | Ätt    | Regeringstid                      | Förhållande till sin företrädare | Annat      |
| ---- | ----------- | ------ | --------------------------------- | -------------------------------- | ---------- |
|      | Abdullah I  | Hashim | 25 maj 1946 – 20 juli 1951        | –                                | mördades   |
|      | Talal       | Hashim | 20 juli 1951 – 11 augusti 1952    | son                              | abdikerade |
|      | Hussein     | Hashim | 11 augusti 1952 – 7 februari 1999 | son                              |            |
|      | Abdullah II | Hashim | 7 februari 1999–                  | son                              |            |

Källa: